# Lijst van nummer 1-hits in Duitsland in 2015
Deze hits stonden in 2015 op nummer 1 in de Musikmarkt Top 100, de bekendste hitlijst in Duitsland.
| Datum        | Artiest                                 | Titel                           |
| ------------ | --------------------------------------- | ------------------------------- |
| 2 januari    | David Guetta & Sam Martin               | Dangerous                       |
| 9 januari    | David Guetta & Sam Martin               | Dangerous                       |
| 16 januari   | Kwabs                                   | Walk                            |
| 23 januari   | Calvin Harris & Ellie Goulding          | Outside                         |
| 30 januari   | James Newton Howard & Jennifer Lawrence | The hanging tree                |
| 6 februari   | James Newton Howard & Jennifer Lawrence | The hanging tree                |
| 13 februari  | OMI                                     | Cheerleader (Felix Jaehn remix) |
| 20 februari  | Ellie Goulding                          | Love me like you do             |
| 27 februari  | Ellie Goulding                          | Love me like you do             |
| 6 maart      | Ellie Goulding                          | Love me like you do             |
| 13 maart     | Ellie Goulding                          | Love me like you do             |
| 20 maart     | Ellie Goulding                          | Love me like you do             |
| 27 maart     | Ellie Goulding                          | Love me like you do             |
| 3 april      | Lost Frequencies                        | Are you with me                 |
| 10 april     | Lost Frequencies                        | Are you with me                 |
| 17 april     | Wiz Khalifa & Charlie Puth              | See you again                   |
| 24 april     | Wiz Khalifa & Charlie Puth              | See you again                   |
| 1 mei        | Wiz Khalifa & Charlie Puth              | See you again                   |
| 5 mei        | Wiz Khalifa & Charlie Puth              | See you again                   |
| 8 mei        | Felix Jaehn & Jasmine Thompson          | Ain't nobody (Loves me better)  |
| 15 mei       | Felix Jaehn & Jasmine Thompson          | Ain't nobody (Loves me better)  |
| 22 mei       | Felix Jaehn & Jasmine Thompson          | Ain't nobody (Loves me better)  |
| 29 mei       | Felix Jaehn & Jasmine Thompson          | Ain't nobody (Loves me better)  |
| 5 juni       | Felix Jaehn & Jasmine Thompson          | Ain't nobody (Loves me better)  |
| 12 juni      | Felix Jaehn & Jasmine Thompson          | Ain't nobody (Loves me better)  |
| 19 juni      | Felix Jaehn & Jasmine Thompson          | Ain't nobody (Loves me better)  |
| 26 juni      | Felix Jaehn & Jasmine Thompson          | Ain't nobody (Loves me better)  |
| 3 juli       | Cro                                     | Bye bye                         |
| 10 juli      | Cro                                     | Bye bye                         |
| 17 juli      | Cro                                     | Bye bye                         |
| 24 juli      | Lost Frequencies & Janieck Devy         | Reality                         |
| 31 juli      | Lost Frequencies & Janieck Devy         | Reality                         |
| 7 augustus   | Robin Schulz & Francesco Yates          | Sugar                           |
| 14 augustus  | Sido & Andreas Bourani                  | Astronaut                       |
| 21 augustus  | Robin Schulz & Francesco Yates          | Sugar                           |
| 28 augustus  | Robin Schulz & Francesco Yates          | Sugar                           |
| 4 september  | Namika                                  | Lieblingsmensch                 |
| 11 september | Die Ärzte                               | Schrei nach liebe               |
| 18 september | Sido & Andreas Bourani                  | Astronaut                       |
| 25 september | Sido & Andreas Bourani                  | Astronaut                       |
| 2 oktober    | Sido & Andreas Bourani                  | Astronaut                       |
| 9 oktober    | Sido & Andreas Bourani                  | Astronaut                       |
| 16 oktober   | Sido & Andreas Bourani                  | Astronaut                       |
| 23 oktober   | Sido & Andreas Bourani                  | Astronaut                       |
| 30 oktober   | Adele                                   | Hello                           |
| 6 november   | Adele                                   | Hello                           |
| 13 november  | Adele                                   | Hello                           |
| 20 november  | Adele                                   | Hello                           |
| 27 november  | Adele                                   | Hello                           |
| 4 december   | Adele                                   | Hello                           |
| 11 december  | Adele                                   | Hello                           |
| 18 december  | Adele                                   | Hello                           |
| 25 december  | Adele                                   | Hello                           |